# Kraftwerk Moforsen
Das Kraftwerk Moforsen (schwedisch Moforsens kraftverk) ist ein Wasserkraftwerk in der Gemeinde Sollefteå, Provinz Västernorrlands län, Schweden, das am Ångermanälven liegt. Es ging 1968 in Betrieb. Das Kraftwerk ist im Besitz von Uniper und wird auch von Uniper betrieben.

## Absperrbauwerk
Das Absperrbauwerk besteht aus einer Gewichtsstaumauer aus Beton auf der rechten und einem Staudamm auf der linken Flussseite. Die Wehranlage mit den drei Wehrfeldern und das Maschinenhaus befinden sich auf der rechten Seite. Die Höhe des Bauwerks beträgt 40 m.
Der zugehörige Stausee erstreckt sich über eine Fläche von 2 km².

## Kraftwerk
Das Kraftwerk ging 1968 in Betrieb. Es verfügt mit drei Kaplan-Turbinen über eine installierte Leistung von 135 (bzw. 138 oder 140) MW. Die durchschnittliche Jahreserzeugung liegt bei 641 (bzw. 685) Mio. kWh.
Die Turbinen wurden von Kværner geliefert. Sie leisten jeweils 48 MW; ihre Nenndrehzahl liegt bei 125 Umdrehungen pro Minute. Die Fallhöhe beträgt 27 (bzw. 28) m. Der maximale Durchfluss liegt bei 600 m³/s.